# Perry Smith
Perry Smith (Woodbury, 1783. május 12. – New Milford, 1852. június 8.) az Amerikai Egyesült Államok szenátora (Connecticut, 1837–1843).